# Anselmo Alliegro y Milá

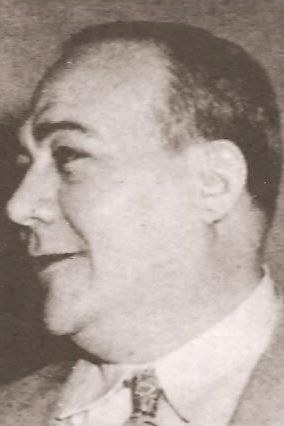
Anselmo Alliegro y Milá

Anselmo Alliegro y Milá (* 8. Dezember 1899 in Yaguajay; † 22. November 1961 in New York City) war ein kubanischer Rechtsanwalt und Politiker, vom 1. bis 2. Januar 1959 geschäftsführender Präsident Kubas.

## Leben
Alliegro war Sohn des italienischen Einwanderers Miguel Alliegro Esculpino und der aus Katalonien stammenden Donatila Milá. Im Laufe seiner politischen Laufbahn, zunächst in der Liberalen Partei (Partido Liberal) und später in der Fortschrittlichen Partei (Partido Progresista), bekleidete er folgende Ämter: Bürgermeister der Stadt Baracoa, Parlamentsabgeordneter, Handelsminister, Bildungsminister, Wohnungsbauminister, Premierminister (1944) sowie Senatspräsident.
Im Alter von nur 20 Jahren gewann er 1920 erstmals die Wahlen zum kubanischen Abgeordnetenhaus und war damit der jüngste demokratisch gewählte Parlamentarier in der Geschichte Kubas. Er gehörte der Liberalen Partei Gerardo Machados an, der 1925 mit breiter Mehrheit zum Staatspräsidenten gewählt wurde, später jedoch ein autoritäres Regime errichtete, das 1933 von der demokratischen Revolution gestürzt wurde. In Folge der Revolution musste Alliegro ins Exil, das er in New York verbrachte. Später kehrte er nach Kuba zurück und setzte seine politische Karriere fort. Nachdem er während der ersten Präsidentschaft Batistas (1940–1944) zunächst als Minister ohne Geschäftsbereich ins Kabinett gekommen war, führte er später zeitweise drei Ministerien und das Amt des Ministerpräsidenten gleichzeitig.
Bevor Fulgencio Batista angesichts der drohenden Niederlage seiner Truppen gegen die von Fidel Castro angeführte Rebellenarmee in den frühen Morgenstunden des Neujahrstags 1959 fluchtartig das Land verließ, übergab er Alliegro, der zu diesem Zeitpunkt Präsident des kubanischen Senats war, seine Rücktrittserklärung. Alliegro übernahm daraufhin geschäftsführend das Amt des Staatspräsidenten. Der bisherige Vizepräsident, Gonzalo Güell y Morales de los Ríos, war bereits einige Wochen zuvor nach seiner Wahl zum Bürgermeister von seinem Amt zurückgetreten. Bereits am 2. Januar trat Alliegro, der ein politischer Verbündeter Batistas gewesen war, vom Amt des geschäftsführenden Präsidenten zurück. Am 3. Januar setzte die Rebellenarmee Manuel Urrutia als neuen Präsidenten ein.
Er war in zweiter Ehe mit Ana Durán verheiratet, mit der er einen Sohn hatte. Aus erster Ehe hatte er eine Tochter.